# Liste der Monuments historiques in Billiers
Die Liste der Monuments historiques in Billiers führt die Monuments historiques in der französischen Gemeinde Billiers auf.

## Liste der Bauwerke
| Bezeichnung       | Beschreibung | Standort           | Kennzeichnung | Schutzstatus | Datum | Bild |
| ----------------- | ------------ | ------------------ | ------------- | ------------ | ----- | ---- |
| Cairn des Grays   |              | Les Grays (Lage)   | PA00091046    | Inscrit      | 1934  |      |
| Dolmen du Crapaud |              | Les Granges (Lage) | PA00091047    | Classé       | 1978  |      |

## Liste der Objekte

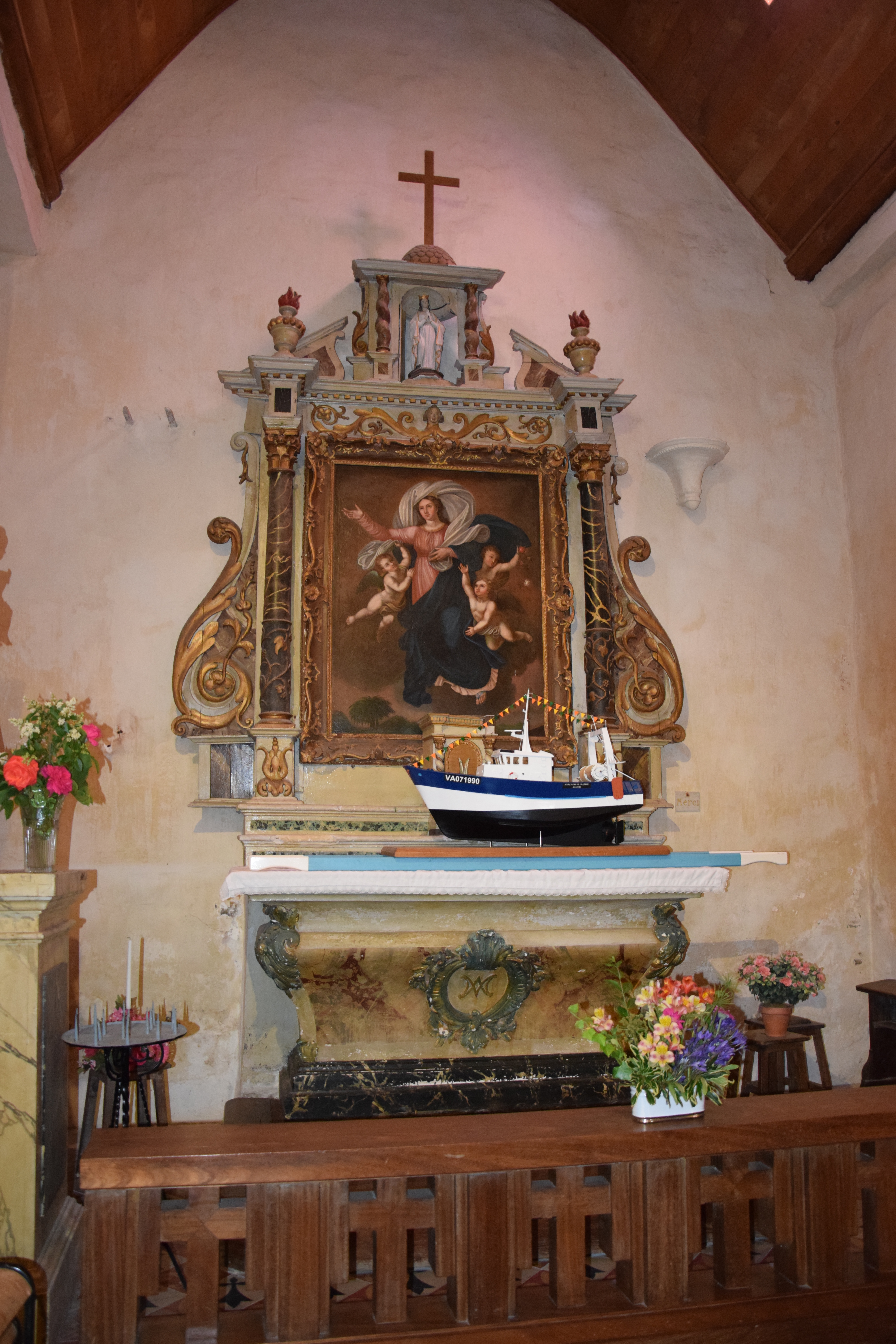
Seitenaltar (18. Jahrhundert) in der Kirche St-Maxent

- Monuments historiques (Objekte) in Billiers in der Base Palissy des französischen Kultusministeriums